# 工程新闻纪录
《工程新闻纪录》，简称ENR,是一份美国的周刊，该刊物主要关注建筑工程领域，致力提供全球性的工程新闻、评论意见、分析数据等。ENR每年固定出版美国及全球工程领域相关公司的规模排名，其中尤以世界承包商225强（ENR Global 225）、国际承包商225强（ENR International 225）两项排名为全球业内人士熟知，拥有较高权威性和知名度。
ENR创刊于1874年，目前由麦格劳-希尔集团控股。